# 最后一课
《最后一课》是法国小说家阿尔丰斯·都德於1873年发表的小说。

## 情节概要
在阿尔萨斯的一个村庄里。当时法蘭西第二帝國在普法战争中失利，阿尔萨斯和洛林被划归德意志帝国。德意志帝国禁止该地区的学校教授法语，转而要求教授德语。小说透過主角小弗郎士的角度，描写了一个週日上午学校裡不寻常的一幕。
小弗朗士在週日早晨上学时迟到了，因为他怕法语课老师韩麦尔先生查问他分词的用法。他想逃学去玩，看普鲁士士兵操练，但最後决定去学校。路过镇公所时，弗朗士见到人们围着新张贴的公告议论纷纷，不知道出了什么消息。到学校以後，他发现课室裡不像往日一样喧闹，而是安安静静的。法语老师韩麦尔先生穿着整齐。教室后排坐满了镇上的村民。开始上课後，韩麦尔先生说今天是最后一堂法语课。从此以后，大家就要改学德语了。小弗郎士很吃惊，但是他很快就后悔，埋怨自己以前学习太不用功，现在已经太晚了。韩麦尔先生也批评“总要把学习拖到明天，这正是阿尔萨斯人最大的不幸”，结果就是德国人有理由对他们说，他们“连自己的语言都不会说，不会写”，枉称自己是法国人。韩麦尔先生又告诉学生，“法语是世界上最美的语言，最明白，最精确”，永远不应该忘记，因为“亡了国当了奴隶的人民，只要牢牢记住他们的语言，就好像拿着一把打开监狱大门的钥匙”。
上课了，小弗郎士虽然难受，但却十分珍惜这最后一课，认真听讲，其他村民也是一样用心地学习。
12点钟到了，普鲁士士兵收操了。韩麦尔先生使出全身的力量在黑板上写出了“法兰西万岁！”，然后就让孩子们离开了。

## 相关研究

### 历史沿革
历史上的法兰西王国大约在十七世纪逐渐占领阿尔萨斯。阿尔萨斯的本土语言阿尔萨斯语虽然归类为日耳曼语族中上德语的一支，但是与标准德语差异巨大，无法沟通。十七世纪，以巴黎地区语言为基础的标准法语逐渐形成，并随着法兰西王国的强盛和启蒙运动而逐渐定型。法国大革命後，拿破仑一世建立帝国，并逐步扩张。与此同时，标准法语逐渐向法兰西帝国各省推广，成为学校授课使用的语言和中上层社会接受的书面语。与此同时，拿破仑占领下的德意志地区，民族主义逐渐抬头。拿破仑被放逐後，维也纳体系成立。其后，腓特烈·威廉三世和俾斯麦领导下的普鲁士逐步统一了德意志。

### 语言政策变化
阿尔萨斯的法语普及和教学从1794年的法令开始执行，但学校内使用法语授课直到1833年的法令推出后才开始被认真执行。1850年左右的时候，法语除了是阿尔萨斯的官方书面语言，也主要在中上层社会、知识界和商业活动中使用:5。另一方面，随着德意志统一进程开始，从十九世纪上半叶起，作为书面语的标准德语逐渐形成，而属于法兰西的阿尔萨斯和洛林并没有被包括在这个过程中。阿尔萨斯和洛林的语言与以普鲁士语为基础的标准德语差异巨大，无法沟通。鉴于德意志民族意识的兴起，法兰西政府也开始强调国语推行的重要性。1850年到1870年是法语急速传播并被系統性地教授的20年，阿尔萨斯会说法语的人口因此大增。然而中下阶层（农民、手工艺人和工人，约占总人口的五分之四）的生活用语依然是本地的阿尔萨斯语，法语則被视为“富人的语言”:7。1860年代晚期约有15%的阿尔萨斯人会说法语，但学生从学校毕业时大多能通晓法语和阿尔萨斯语:16。

### 身份认同
阿尔萨斯的国家身份认同和其语言认同是错位的。尽管在历史和传统文化如语言上，阿尔萨斯与德意志部分地区关系密切，但与德国其他地区关系疏远，经过了启蒙运动和大革命的洗礼，由社会契约与自由平等价值观契定的现代国家认同观念让阿尔萨斯人认为自己是法兰西的一部分。尽管中下阶层对法语不感兴趣，但他们认为自己的母语阿尔萨斯语与德国的标准德语差异巨大，无法交流，与自己的法兰西国家认同并不冲突:16。这与德意志地区将国家身份认同建立在文化传统和语言上的观念并不相同:16。1870年，法兰西历史学家浮斯泰尔·德·库朗日回应德意志历史教授特奥多尔·蒙森的通信：《阿尔萨斯是法兰西还是德意志的？》里面就体现了这一差异。
1870年，拿破仑三世发起普法战争，结果普鲁士大获全胜。1871年，德意志帝国成立，签订《法兰克福条约》，获得了阿尔萨斯和洛林。《法兰克福条约》规定当地人可以选择移居法兰西，留下来的则默认为德意志人。阿尔萨斯和洛林的中上层民众，包括文艺、知识界人士大量离去，造成阿尔萨斯近十年文化真空。之後无论是战败的法兰西还是战胜的德意志帝国都将语言作为凝聚爱国主义的重要手段。德意志要求当地学校使用德语教学，而当地人坚持说法语和阿尔萨斯语为抵制德意志化的抗争手段。例如一位说法语的阿尔萨斯学生领袖被逐出大学后，立刻被阿尔萨斯人和法兰西人视为英雄:17。

### 写作与出版
《最后一课》是都德在故乡普罗旺斯以自己参战的经历见闻为基础写成的。1870年9月拿破仑三世向普鲁士投降后，巴黎爆发革命，群众成立第三共和国，保卫祖国。都德参加了保卫巴黎的国民自卫军，然而自卫军和共和国的黑暗一面也让他寒心。最终巴黎沦陷，都德离开巴黎回到故乡普罗旺斯。1872年至1873年，都德陆续发表了多篇有关战争与巴黎公社的爱国主义短篇小说，1873年集结出版为小说集。由于每篇都在星期一发表，故称为《星期一故事集》（《月曜故事集》）。《最后一课》也是《星期一故事集》中的一篇，最初在1872年发表。

### 《最后一课》与《阿尔萨斯！阿尔萨斯！》
在法国，《最后一课》常常与《星期一故事集》中的另一篇小说《阿尔萨斯！阿尔萨斯！》一同提起。《阿尔萨斯！阿尔萨斯！》是作者追忆数年前在阿尔萨斯乡村徒步旅行的情景。两篇小说常常被当作都德爱国主义文学的例子。如果说《最后一课》是作者抒发对德国占领的屈辱感，《阿尔萨斯！阿尔萨斯！》中作者则通过描述战争之前阿尔萨斯美好的风土人物，唤醒读者对失去的土地的缅怀之情。

## 影响

### 中国
- 1912年9月末由胡适译入中国，最初刊登在11月5日上海《大共和日报》，初译名《割地》。[6]
- 1913年，在日本出版的《湖南教育杂志》刊载了标明“匪石译”的《最后一课》。
- 1915年另一译本出现，就是“静英女士”译的《最后之授课》。
- 1919年，亚东图书馆将《最后一课》以原题目收入其出版的《短篇小说集》中。
- 1920年代开始，《最后一课》被收入商务印书馆印行的中学语文教科书中。
- 《最后一课》曾被收录进人民教育出版社《语文》课本七年级下册，但因小说内容并不符合历史真相等原因，已于2017年被移出[8]。

小说传入中国之时，正是中国刚刚推翻帝制，五四运动前夕。当时中国情况复杂，《最后一课》“成为中国人爱国情感激发和表达的媒介”。
后来在抗日战争中，日本在中国部分地区只允许当地人学日语，正好应了小说的情景。中国人尝试透過《最后一课》唤醒那些受压迫的人民。

### 日本
明治時代就已有日文翻譯版。
- 1927年，收入教科書，教導學童热爱母语。
- 二戰後，從教科書中消失。
- 1952年，再度收入教科書。
- 1985年，教科書不再採用。